# یولیا نستسیارنکا
یولیا نستسیارنکا (بلاروسی: Юлія Несцярэнка؛ زادهٔ ۱۵ ژوئن ۱۹۷۹) دونده دو سرعت اهل بلاروس است.
وی در مسابقات کشوری و بین‌المللی در مجموع برندهٔ ۱ مدال طلا، ۳ مدال برنز شده‌است.